# Rik Van Steenbergen
Rik Van Steenbergen (Arendonk, 9 september 1924 – Antwerpen, 15 mei 2003) was een Belgisch wielrenner in de jaren veertig, vijftig en zestig.

## Levensloop
Als beroepsrenner, tussen 1942 en 1966, won Van Steenbergen onder andere twee keer de Ronde van Vlaanderen, twee keer Parijs-Roubaix, twee keer de Waalse Pijl, een keer Parijs-Brussel en een keer Milaan-San Remo. Hij werd driemaal wereldkampioen op de weg. Hij was de snelste in verscheidene etappes in de Ronde van Frankrijk en de Ronde van Italië en won eenmaal het puntenklassement in de Ronde van Spanje. 
In 1948 kreeg hij bij de overwinning in Parijs-Roubaix de "Gele wimpel" uitgereikt, de onderscheiding voor het hoogste uurgemiddelde behaald in een internationale klassieker. Hij verbeterde hiermee de prestatie van de Italiaan Jules Rossi uit 1938.
Gedurende zijn carrière reed Van Steenbergen ook met grote regelmaat op de piste. In het bijzonder vanaf eind jaren vijftig tot de tweede helft van de jaren zestig, toen hij zijn activiteiten op de weg geleidelijk afbouwde, behoorde Van Steenbergen tot de dominante renners binnen het zesdaagsepeloton en won uiteindelijk 40 zesdaagsen, waarvan 19 met zijn landgenoot Emile Severeyns, een groot aantal meetings, en werd in deze jaren bovendien ook viermaal Europees kampioen koppelkoers (1957/58, 1958/59, 1959/60, 1960/61 (met Severeyns) en 1962/63 (met Palle Lykke) en eenmaal Europees kampioen omnium (1959).
Een krant berekende ooit dat hij één miljoen kilometer aflegde. Onderweg behaalde hij 1645 triomfen en draaide tot zijn 43ste mee aan de top.
Na zijn actieve wielercarrière raakte Van Steenbergen een tijd lang aan lager wal. In 1968 speelde hij zelfs mee in een erotische film, Pandora, om wat extra geld te kunnen verdienen. Deze film werd op 9 september 2010 uitzonderlijk en eenmalig nog eens in een Antwerpse bioscoop vertoond.
Rik Van Steenbergen wordt gezien als een medisch wonder, vanwege het uitzonderlijk grote hart dat hij had. Van Steenbergen overleed in 2003 in Antwerpen.
Van 1991 tot 2012 vond in Aartselaar jaarlijks de naar Van Steenbergen vernoemde wielerwedstrijd Memorial Rik Van Steenbergen plaats. Deze wordt vanaf 2019 opnieuw georganiseerd, maar dan in de Kempen, met de start in Beerse en de aankomst in zijn geboortedorp Arendonk.
In 2004 werd in Arendonk een bronzen buste onthuld van de sportman (beeldhouwster Anne-Marie Volders, sokkel naar ontwerp van leerlingen van De Gemeentelijke Academie voor Schone Kunsten van Arendonk) 
In 2005 eindigde hij op nr. 85 in de Vlaamse versie van De Grootste Belg.

## Eerbewijzen

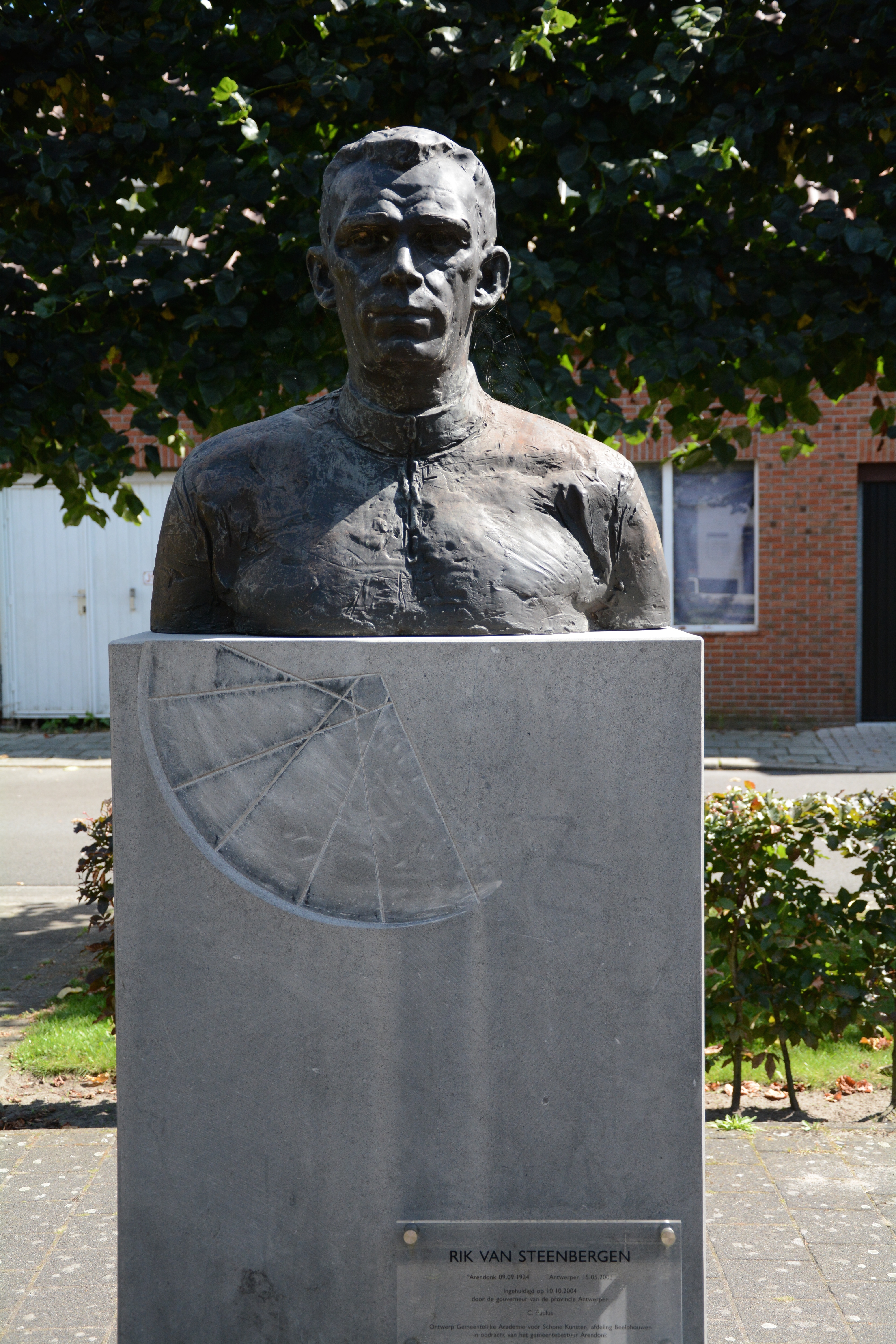
Buste van Van Steenbergen

- Gele wimpel: 1948->1955[4]
- Officier in de Orde van Leopold II: 1957[5]
- Millionär auf Zwei Rädern, een Duitse film over hem: 1965
- Trophée de l'AIOCC: 1967[6]
- Eremedaille van de stad Brussel: 1967
- Buste van de KBWB: 1967
- GP Rik Van Steenbergen: vanaf 1991[7]
- Rik van Steenbergen Classic vanaf 1999[8]
- Provincie Antwerpen Sportman van de 20e Eeuw: 2000[9]
- Toegevoegd in de UCI Hall of Fame: 2002
- Buste in Arendonk: 2004[10]
- UCI Top 100 aller Tijden: 4,900 punten

## Quotes over Rik
- Jacques Anquetil: "Hoed af voor Rik. 20 jaar beroepsrenner, het is ongelooflijk."
- Antonin Magne: "Rik had, had hij er zich op willen toeleggen, de Tour kunnen winnen."
- Raphaël Geminiani: "Van Steenbergen is het voorbeeld van de gezonde mens."
- André Darrigade: "Rik is mijn idool. De jongeren kunnen een lesje aan hem nemen."
- Fausto Coppi: "Het grootste fenomeen dat ik op mijn weg ben tegengekomen"[11]

## Records
- Record van meest succesvol UCI Wereldkampioen (3x goud, 1x brons), gedeeld met Alfredo Binda & Óscar Freire[12]
- Meeste overwinningen in het Criterium der Azen: 5 in 1948, 1952, 1955, 1957 & 1958
- Meeste overwinningen in de Acht van Chaam: 3 in 1956, 1958, 1960 (gedeeld record)
- Meeste overwinningen in de Zesdaagse van Brussel: 8 in 1948, 1949, 1951, 1955, 1956, 1958, 1960, 1962
- Meeste overwinningen in de Zesdaagse van Madrid: 3 in 1963, 1964, 1965
- Meeste overwinningen in het baanwielrennen: 1,314 tussen 1939 en 1966

## Belangrijkste overwinningen
1943
- Belgisch kampioen op de weg, Elite.
- Kampioenschap van Vlaanderen
- Belgisch kampioen Interclubs, Elite.

1944
- Ronde van Vlaanderen
- Omloop der Vlaamse Gewesten
- Belgisch kampioen op de baan, achtervolging, Elite.

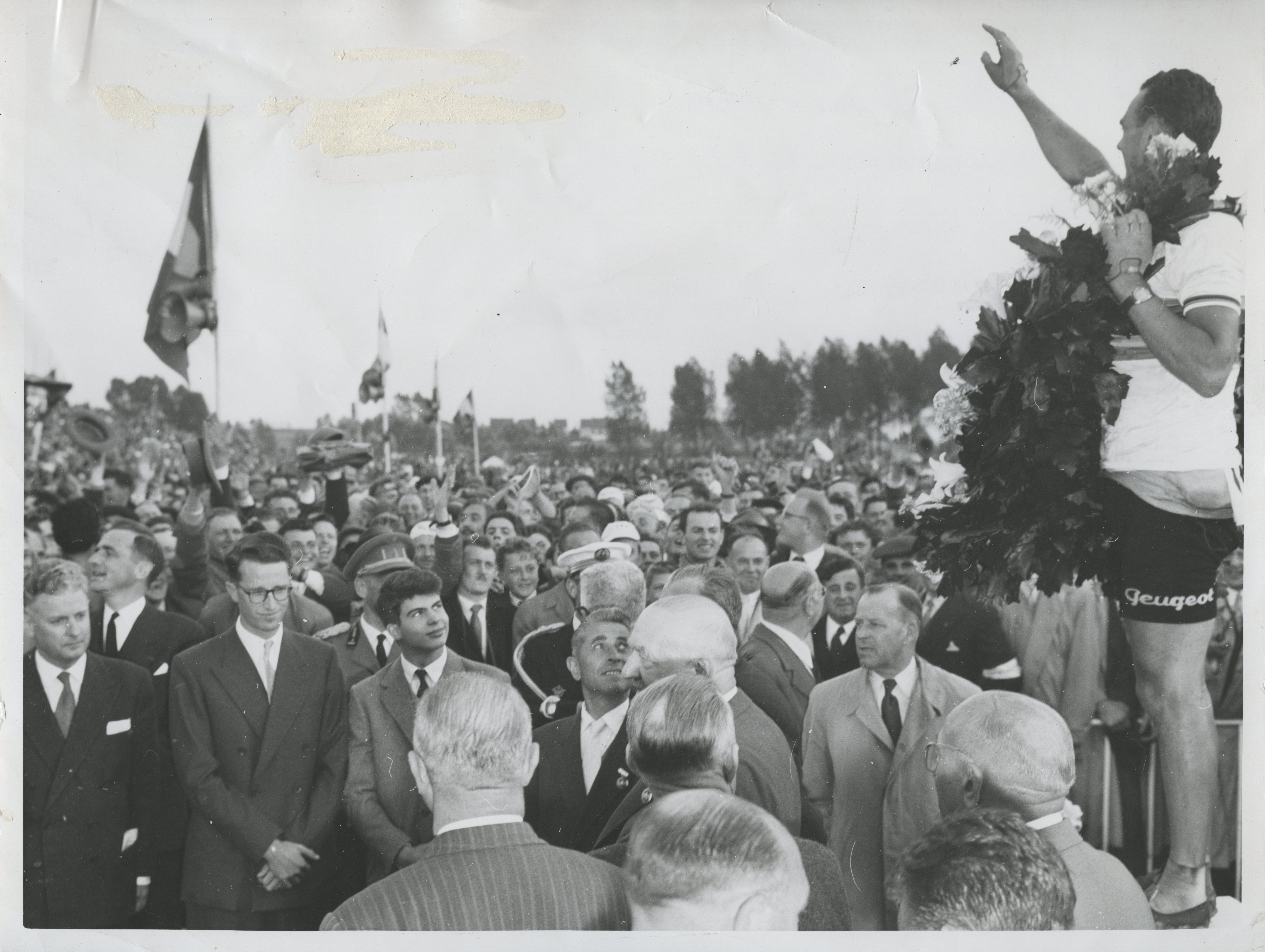
Rik groet het publiek in Waregem na zijn overwinning in het wereldkampioenschap wielrennen op de weg bij de profs in 1957. (Marcel Anckaert, collectie KOERS. Museum van de Wielersport)

- Belgisch kampioen op de baan, omnium, Elite.

1945
- Belgisch kampioen op de weg, Elite.
- Brussel-Ingooigem
- 2e etappe Dwars door Vlaanderen

1946
- Ronde van Vlaanderen
- Tour de Quatre Cantons

1947
- 4e etappe Ronde van Luxemburg

1948
- Parijs-Roubaix
- Azencriterium

1949
- Wereldkampioen op de weg, Elite.
- Waalse Pijl
- 12e etappe Ronde van Frankrijk
- 21e etappe Ronde van Frankrijk
- Ronde van Limburg

1950
- Parijs-Brussel
- G.P d'Europe
- G.P l'Echo d'Oran

1951
- 1e etappe Ronde van Italië
- 15e etappe Ronde van Italië
- G.P d'Europe
- Haspengouwse Pijl
- 2e etappe Tour de l'Ouest
- 4e etappe Tour de l'Ouest
- 7e etappe Tour de l'Ouest
- Eindklassement Tour de l'Ouest

1952
- Parijs-Roubaix
- Circuit de l’Aulne
- Azencriterium
- 6e etappe Ronde van Italië
- 9e etappe Ronde van Italië
- 10e etappe Ronde van Italië
- 1e etappe Ronde van Frankrijk
- 1e etappe Ronde van Argentinië
- 8e etappe Ronde van Argentinië
- 12e etappe Ronde van Argentinië
- 13e etappe Ronde van Argentinië
- Eindklassement Ronde van Argentinië

1953
- 8e etappe Ronde van Italië
- Circuit de Tregor

1954
- Milaan-San Remo
- Belgisch kampioen op de weg, Elite.
- 5e etappe Ronde van Italië
- 16e etappe Ronde van Italië
- 17e etappe Ronde van Italië
- 22e etappe Ronde van Italië

1955
- Azencriterium
- 16e etappe Ronde van Frankrijk
- Belgisch kampioen op de baan, ploegkoers, Elite.
- Belgisch kampioen op de baan, omnium, Elite.

1956
- Wereldkampioen op de weg, Elite.
- Acht van Chaam
- 8e etappe Tour de l'Ouest
- 1e etappe Ronde van Spanje
- 7e etappe Ronde van Spanje
- 8e etappe Ronde van Spanje
- 11e etappe Ronde van Spanje
- 14e etappe Ronde van Spanje
- 17e etappe Ronde van Spanje
- Puntenklassement Ronde van Spanje
- Omloop van Limburg

1957
- Wereldkampioen op de weg, Elite.
- Azencriterium
- 1e etappe Ronde van Italië
- 11e etappe Ronde van Italië
- 15e etappe Ronde van Italië
- 20e etappe Ronde van Italië
- 21e etappe Ronde van Italië
- 1e etappe deel B Rome-Napoli-Rome
- 5e etappe deel B Rome-Napoli-Rome

1958
- Waalse Pijl
- Acht van Chaam
- Europees kampioen op de baan, ploegkoers, Elite.
- 1e etappe G.P Bali
- Eindklassement G.P Bali
- 4e etappe deel A Ronde van Nederland

1959
- Europees kampioen op de baan, Omnium, Elite.
- Europees kampioen op de baan, ploegkoers, Elite.
- Belgisch kampioen interclubs, Elite.
- 3e etappe Tour de l'Ouest

1960
- Acht van Chaam
- Europees kampioen op de baan, ploegkoers, Elite.

1961
- Europees kampioen op de baan, ploegkoers, Elite.
- Belgisch kampioen interclubs, Elite.
- Belgisch kampioen op de baan, derny, Elite.
- Belgisch kampioen op de baan, omnium, Elite.
- Belgisch kampioen op de baan, ploegkoers, Elite.
- G.P Stad Sint-Niklaas

1962
- Europees kampioen op de baan, ploegkoers, Elite.
- Belgisch kampioen interclubs, Elite.
- Belgisch kampioen op de baan, derny, Elite.
- Belgisch kampioen op de baan, ploegkoers, Elite.

1963
- Belgisch kampioen op de baan, derny, Elite.
- Belgisch kampioen op de baan, omnium, Elite.

1964
- Belgisch kampioen op de baan, derny, Elite.

## Overzicht Zesdaagseoverwinningen
| Nr. | Jaar   | Zesdaagse van | Samen met                          |
| --- | ------ | ------------- | ---------------------------------- |
| 1   | 1948   | Brussel       | Marcel Kint                        |
| 2   | 1949   | Brussel       | Marcel Kint                        |
| 3   | 1950   | Antwerpen     | Achiel Bruneel                     |
| 4   | 1951   | Brussel       | Stan Ockers                        |
| 5   | 1952   | Parijs        | Achiel Bruneel                     |
| 6   | 1954   | Gent          | Stan Ockers                        |
| 7   | 1955   | Antwerpen     | Stan Ockers                        |
| 8   | 1955-2 | Gent          | Emile Severeyns                    |
| 9   | 1955   | Brussel       | Emile Severeyns                    |
| 10  | 1956   | Dortmund      | Emile Severeyns                    |
| 11  | 1956   | Brussel       | Emile Severeyns                    |
| 12  | 1957   | Berlijn       | Emile Severeyns                    |
| 13  | 1957   | Gent          | Fred de Bruyne                     |
| 14  | 1958   | Antwerpen     | Emile Severeyns en Reginald Arnold |
| 15  | 1958   | Frankfurt     | Emile Severeyns                    |
| 16  | 1958   | Brussel       | Emile Severeyns                    |
| 17  | 1958   | Kopenhagen    | Emile Severeyns                    |
| 18  | 1959   | Zürich        | Emile Severeyns                    |
| 19  | 1959   | Dortmund      | Klaus Bugdahl                      |
| 20  | 1959   | Gent          | Fred de Bruyne                     |
| 21  | 1960   | Århus         | Emile Severeyns                    |
| 22  | 1960   | Brussel       | Emile Severeyns                    |
| 23  | 1960   | Kopenhagen    | Emile Severeyns                    |
| 24  | 1961-1 | Berlijn       | Klaus Bugdahl                      |
| 25  | 1961   | Dortmund      | Emile Severeyns                    |
| 26  | 1961   | Zürich        | Emile Severeyns                    |
| 27  | 1962   | Keulen        | Emile Severeyns                    |
| 28  | 1962   | Milaan        | Emile Severeyns                    |
| 29  | 1962   | Brussel       | Palle Lykke                        |
| 30  | 1963   | Antwerpen     | Palle Lykke en Leo Proost          |
| 31  | 1963   | Madrid        | Jos de Bakker                      |
| 32  | 1963   | Frankfurt     | Palle Lykke                        |
| 33  | 1964   | Milaan        | Leandro Faggin                     |
| 34  | 1964   | Madrid        | Federico Bahamontes                |
| 35  | 1965   | Bremen        | Palle Lykke                        |
| 36  | 1965   | Milaan        | Gianni Motta                       |
| 37  | 1965   | Essen         | Peter Post                         |
| 38  | 1965   | Toronto       | Emile Severeyns                    |
| 39  | 1965   | Quebec        | Emile Severeyns                    |
| 40  | 1965   | Madrid        | Romain Deloof                      |

| Aantal | Samen met |
| ------ | --- |
| 19     | - Emile Severeyns |
| 4      | - Palle Lykke |
| 3      | - Stan Ockers |
| 2      | - Achiel Bruneel - Fred de Bruyne - Klaus Bugdahl - Marcel Kint                                                                   |
| 1      | - Federico Bahamontes - Leandro Faggin - Gianni Motta - Jos de Bakker - Leo Proost - Romain Deloof - Peter Post - Reginald Arnold |

## Resultaten in voornaamste wedstrijden
| Jaar | Ronde van Italië | Ronde van Frankrijk | Ronde van Spanje |
| ---- | ---------------- | ------------------- | ---------------- |
| 1944 |                  |                     |                  |
| 1945 |                  |                     |                  |
| 1946 |                  |                     |                  |
| 1948 |                  |                     |                  |
| 1949 |                  | 29e (2)             |                  |
| 1950 |                  |                     |                  |
| 1951 | ↑ (2)            |                     |                  |
| 1952 | 38e (3)          | opgave (1)          |                  |
| 1953 | 44e (1)          |                     |                  |
| 1954 | 31e (4)          |                     |                  |
| 1955 |                  | 55e (1)             |                  |
| 1956 |                  |                     | 5e (6)           |
| 1957 | 33e (5)          |                     |                  |
| 1958 |                  |                     |                  |
| 1959 |                  |                     |                  |
| 1960 |                  |                     |                  |
| 1961 |                  |                     |                  |

| Jaar | Milaan-San Remo | Gent-Wevelgem | Ronde van Vlaanderen | Parijs-Roubaix | Parijs-Brussel | Waalse Pijl | Dwars door Vlaanderen |  | WK op de weg |  | Wereldranglijsten |
| ---- | --------------- | ------------- | -------------------- | -------------- | -------------- | ----------- | --------------------- |  | ------------ |  | ----------------- |
| 1944 |                 |               | ↑                    |                |                |             |                       |  |              |  |                   |
| 1945 |                 |               |                      |                |                |             | ↑                     |  |              |  |                   |
| 1946 |                 |               | ↑                    |                |                |             |                       |  | ↑            |  |                   |
| 1948 |                 |               |                      | ↑              |                |             |                       |  |              |  |                   |
| 1949 |                 | 32e           |                      |                |                | Goud        |                       |  | ↑            |  |                   |
| 1950 | 7e              |               |                      | 16e            | Goud           |             |                       |  |              |  | 11e (CDC)         |
| 1951 | 27e             |               | 6e                   | ↑              | 10e            | 13e         |                       |  | 18e          |  | 6e (CDC)          |
| 1952 | 37e             |               |                      | ↑              | 67e            |             |                       |  | 9e           |  |                   |
| 1953 | 11e             | 4e            |                      |                | 22e            |             |                       |  |              |  |                   |
| 1954 | Goud            |               |                      |                | 26e            |             |                       |  |              |  |                   |
| 1955 | 6e              |               | ↑                    | 11e            | 24e            | 10e         |                       |  |              |  | 9e (CDC)          |
| 1956 | 31e             | 7e            | 4e                   | 4e             | Brons          |             |                       |  | ↑            |  | 5e (CDC)          |
| 1957 | 8e              |               | 18e                  | ↑              |                | 11e         |                       |  | ↑            |  | 13e (CDC)         |
| 1958 |                 |               |                      | 4e             |                | Goud        |                       |  |              |  | 18e (CDC)         |
| 1959 | Zilver          | 51e           |                      | 36e            | 9e             |             |                       |  | 28e          |  |                   |
| 1960 |                 |               | 31e                  |                | 13e            |             |                       |  |              |  |                   |
| 1961 |                 |               |                      |                | 24e            | 23e         |                       |  |              |  |                   |

## Ploegen
- 1943- Mercier-Hutchinson
- 1944 - Mercier-Hutchinson
- 1944 - Trialoux
- 1945 - Mercier-Hutchinson
- 1946 - Mercier-Hutchinson
- 1946 - Cycles Wolf
- 1946 - Mercier-M. Archambaud
- 1947 - Mercier-Hutchinson
- 1948 - Mercier-Hutchinson
- 1948 - Metropole-Dunlop
- 1949 - Mercier-Hutchinson
- 1950 - Girardengo
- 1950 - Mercier-Hutchinson
- 1951 - Mercier-Hutchinson
- 1951 - Girardengo
- 1951 - Condor
- 1952 - Mercier-Hutchinson
- 1952 - Girardengo-Clement
- 1952 - Mervil
- 1953 - Mercier-Hutchinson
- 1953 - Girardengo
- 1954 - Mercier-Hutchinson
- 1954 - Girardengo-Eldorado
- 1955 - Elvé-Peugeot
- 1955 - Girardengo-Eldorado
- 1956 - Elvé-Peugeot
- 1956 - Girardengo-Icep
- 1957 - Peugeot-BP
- 1957 - Elvé-Peugeot-Marvan
- 1957 - Cora
- 1958 - Elvé-Peugeot-Marvan
- 1959 - Elvé-Peugeot
- 1959 - Peugeot-BP-Dunlop
- 1960 - Peugeot-BP-Dunlop
- 1961 - Solo-Van Steenbergen
- 1961 - Baratti-Milano
- 1962 - Solo-Van Steenbergen
- 1963 - Solo-Terrot
- 1964 - Solo-Superia
- 1965 - Solo-Superia
- 1966 - Solo-Superia

Wielerploegen van Rik Van Steenbergen
Bar ·
Borgmans ·
Collette ·
Coppens ·
Cornelis ·
Goossens ·
Janssens ·
Joosen ·
Lelangue · 
Maes ·
Mortiers ·
Paulissen ·
Seneca ·
Severeyns ·
Simon ·
Van Buggenhout · 
Van Gompel ·
Van Huyck ·
Van Steenbergen ·
Vanderveken ·
Wouters
Buysse ·
Collette ·
Coppens ·
Covens ·
De Breucker ·
Demaer ·
Demunster ·
Goossens ·
Janssens ·
Joosen ·
Lelangue · 
Maes ·
Scherens ·
Schreel ·
Scrayen ·
Seneca ·
Severeyns ·
Van D'Huynslager ·
Van De Kerckhove · 
Van Gompel ·
Van Huyck ·
Van Poucke ·
Van Steenbergen ·
Vanderveken ·
Wouters
Bosmans ·
Covens ·
De Boever ·
De Breucker ·
Decabooter ·
De Muynck ·
De Wilde ·
De Wolf ·
Deferm ·
Demaer ·
Demunster ·
Haelterman ·
Haleydt ·
Ivens ·
Janssens ·
Joosen ·
Lelangue · 
Lykke ·
Proost ·
Scherens ·
Schreel ·
Scrayen ·
Seneca ·
Severeyns ·
Seynaeve ·
Sterckx ·
Stevens ·
Storms ·
Van Aerde ·
Van Coningsloo (vanaf 28/03) ·
Van Damme ·
Van De Kerckhove · 
Van Den Bossche ·
Van Steenbergen ·
Vanderbist ·
Wouters
Baguet ·
Borremans ·
Bosmans ·
Covent ·
Decabooter ·
De Muynck ·
De Pauw ·
De Thaey ·
De Wolf ·
Deferm ·
Delvael ·
Denson ·
Derboven ·
Desmet ·
Lelangue ·
Lykke ·
Maes ·
Proost ·
Schroeders ·
Scrayen ·
Sels ·
Sorgeloos · 

Stevens ·
Van Aerde ·
Van Damme (tot 31/07) ·
Van De Kerckhove · 
Van Looy ·
Van Steenbergen ·
Van Vreckom ·
Vanderbist ·
Wouters
Baguet ·
Ballegeer ·
De Pauw ·
De Wolf ·
Decraeye ·
Delvael ·
Derboven ·
A. Desmet ·
H. Desmet ·
Himpe ·
Jaroszewicz ·
Lykke ·
Maes ·
Mathy ·
Merckx ·
Peelen ·
Planckaert ·
Schroeders ·
Scrayen ·
Sels ·
Seneca ·
Sercu ·
Severeyns ·
Sorgeloos · 
Staldeur ·
Stevens ·
Van Aerde ·
Van De Kerckhove · 
Van Looy ·
Van Steenbergen ·
Van Vreckom ·
Vandecaveye
Baguet ·
Ballegeer ·
Buysse ·
Daems ·
De Pauw ·
De Pré ·
De Sitter ·
De Wolf ·
Delaere ·
Delvael ·
Derboven ·
Desmet ·
Himpe ·
Hoskens ·
Janssen ·
Jaroszewicz ·
Lelangue ·
Lykke ·
Maes ·
Mattheus ·
Monteyne ·
Poppe ·
Post ·
Scrayen ·
Seeuws ·
Sels ·
Sercu ·
Sorgeloos · 
Stevens ·
Van Aerde ·
Van Hout ·
Van Looy ·
Van Maele ·
Van Steenbergen ·
Van Vreckom ·
Vanden Berghen ·
Verkindere
- Gemeinsame Normdatei: 129905429
- Virtual International Authority File: 1104132